# Велінгара
Велінгара (фр. Vélingara) — місто на півдні Сенегалу, на території області Колда.

## Географія
Місто розташоване поблизу кордону з Гамбією, за 570 км на південний схід від столиці країни, міста Дакар , на висоті 48 м над рівнем моря .

## Населення
За даними на 2013 рік чисельність населення міста становила 26 828 осіб .
 Динаміка чисельності населення міста за роками: 
| 1988   | 1 997  | 2001   | 2002   | 2013   |
| ------ | ------ | ------ | ------ | ------ |
| 14 068 | 17 832 | 22 496 | 20 806 | 26 828 |

## Міста-побратими
- Юї, Бельгія